# Kvadratický zbytek
Kvadratický zbytek je pojem z oblasti matematiky, přesněji z oblasti teorie čísel. Celé číslo {\displaystyle a} se nazývá kvadratický zbytek modulo celé číslo {\displaystyle m}, pokud jsou tato čísla nesoudělná a existuje celé číslo {\displaystyle x} splňující kongruenci:
{\displaystyle a\equiv x^{2}{\pmod {m}}}
což lze ekvivalentně vyjádřit tak, že existuje celé číslo {\displaystyle t}, pro které platí:
{\displaystyle a=x^{2}+t\cdot m}
Pokud požadované číslo {\displaystyle x} neexistuje, nazývá se číslo {\displaystyle a} kvadratický nezbytek.
Alternativně lze definovat kvadratický zbytek modulo {\displaystyle m} jako číslo kongruentní modulo {\displaystyle m} se čtvercovým číslem.

## Příklad
Následující tabulka shrnuje druhé mocniny pro všech šest zbytkových tříd modulo 6.
| {\displaystyle x} | {\displaystyle x^{2}} | {\displaystyle x^{2}{\bmod {6}}} |
| ----------------- | --------------------- | -------------------------------- |
| 0                 | 0                     | 0                                |
| 1                 | 01                    | 1                                |
| 2                 | 04                    | 4                                |
| 3                 | 09                    | 3                                |
| 4                 | 16                    | 4                                |
| 5                 | 25                    | 1                                |

Protože čísla 0,2,3 a 4 jsou soudělná s 6, nejsou ani zbytky, ani nezbytky. Číslo jedna je kvadratickým zbytkem ({\displaystyle 1^{2}\equiv 1} a {\displaystyle 5^{2}\equiv 1}) a číslo 5 je kvadratickým nezbytkem, neboť neexistuje žádné celé číslo, jehož druhá mocnina by dávala po dělení šesti se zbytkem zbytek 5.

## Legendreův a Jacobiho symbol
Modulo prvočíslo klasifikuje čísla na čísla soudělná, zbytky a nezbytky Legendreův symbol, jehož hodnotu je možné rychle počítat Eulerovým kritériem. Není-li modulo prvočíslem, pak Jacobiho symbol, rozšíření Legendreova symbolu na složené moduly, poskytuje jen částečnou informaci.